# Mesão Frio (Santo André)
Mesão Frio (Santo André) é uma freguesia portuguesa do município de Mesão Frio, com 7,41 km² de área e 1615 habitantes (censo de 2021). A sua densidade populacional é 217,9 hab./km².

## História
Foi criada aquando da reorganização administrativa de 2012/2013,  resultando da agregação das antigas freguesias de Santa Cristina, São Nicolau e Vila Jusã.

## Demografia
A população registada nos censos foi:
| Distribuição da População por Grupos Etários | Distribuição da População por Grupos Etários | Distribuição da População por Grupos Etários | Distribuição da População por Grupos Etários | Distribuição da População por Grupos Etários | Distribuição da População por Grupos Etários |
| -------------------------------------------- | -------------------------------------------- | -------------------------------------------- | -------------------------------------------- | -------------------------------------------- | -------------------------------------------- |
| Antes da agregação                           |                                              |                                              |                                              |                                              |                                              |
| Ano                                          | 0-14 anos                                    | 15-24 anos                                   | 25-64 anos                                   | >= 65 anos                                   | Total                                        |
| 2001                                         | 350                                          | 352                                          | 934                                          | 308                                          | 1944                                         |
| 2011                                         | 279                                          | 247                                          | 1030                                         | 371                                          | 1927                                         |
| Após a agregação                             |                                              |                                              |                                              |                                              |                                              |
| Ano                                          | 0-14 anos                                    | 15-24 anos                                   | 25-64 anos                                   | >= 65 anos                                   | Total                                        |
| 2021                                         | 164                                          | 173                                          | 849                                          | 429                                          | 1615                                         |